# Christel Dewalle
Christel Dewalle est une athlète française, née le 3 juillet 1983 à Annemasse. Spécialiste de kilomètre vertical, elle a notamment remporté huit fois le kilomètre vertical de Fully ainsi que le classement général des Skyrunner World Series 2016 dans la catégorie Vertical. Elle a détenu entre 2014 et 2018 le record du monde de la discipline en 34 min 44 s.

## Biographie
Christel Dewalle débute la course à pied sur le tard. Maman de deux enfants et femme au foyer, elle se remet à la randonnée en montagne en 2010 comme simple loisir, arpentant à de nombreuses reprises les pentes du Môle. Elle découvre par hasard l'Ultra Trail du Môle et décide de s'inscrire. À sa grande surprise, elle remporte la victoire et termine 22e au classement scratch sur 130 participants. Une semaine plus tard, elle remporte la Verticale du Môle. Piquée au jeu de la compétition, elle aligne les succès, en particulier dans l'exercice du kilomètre vertical.
Lors des championnats du monde de skyrunning 2016, elle est contrôlée positive à l'heptaminol. La Fédération internationale de skyrunning déclare le cas 7 mois plus tard, en avril 2017. Dewalle est suspendue pendant 4 mois et voit ses résultats aux championnats du monde annulés. Elle perd notamment son titre de championne du monde de kilomètre vertical.
Elle décroche son premier podium européen en terminant troisième des championnats d'Europe de course en montagne 2019 à Zermatt. Elle décroche de plus la médaille d'argent au classement par équipes avec Élise Poncet et Anaïs Sabrié. Le 5 septembre, elle remporte le Vertical Terme di Bognanco et décroche ainsi son deuxième titre de championne d'Europe de kilomètre vertical.
Le 1er juillet 2022, elle s'élance comme seule Française sur l'épreuve de course en montagne en montée aux championnats d'Europe de course en montagne et trail à El Paso. Connaissant un départ compliqué, elle parvient à rattraper le groupe de poursuivantes mené par la Britannique Scout Adkin. Doublant ses adversaires une à une, elle parvient à s'emparer de la troisième place pour décrocher la médaille de bronze. Le 9 septembre, elle s'élance comme favorite sur l'épreuve de kilomètre vertical des championnats du monde de skyrunning à San Domenico di Varzo. Elle s'empare rapidement des commandes de la course, talonnée par la Suissesse Maude Mathys. À 100 mètres de l'arrivée, cette dernière parvient à rattraper Christel Dewalle et lui propose de franchir la ligne d'arrivée ensemble. Les deux femmes terminent côte à côte mais Maude Mathys se voit créditée d'un temps inférieur de 35 centièmes de secondes et est officiellement déclarée championne devant la Française. Le 22 octobre, elle domine le kilomètre vertical de Fully. Elle décroche sa huitième victoire en 31 min 14 s, améliorant de trente secondes son propre record du parcours.
Le 19 octobre 2024, elle s'élance une nouvelle fois au départ du kilomètre vertical de Fully. Grande favorite, elle domine la course et remporte sa dixième victoire. Elle améliore le record féminin du parcours en 33 min 43 s. Elle établit ainsi un nouveau record du monde de la discipline en devenant la première femme à courir l'exercice en moins de 34 minutes.

## Résultats
| no   | féminin            | Course                                                   | Longueur | Départ            | Temps            |
| ---- | ------------------ | -------------------------------------------------------- | -------- | ----------------- | ---------------- |
| 22e  | Médaille d'or      | Ultra Tour du Mole                                       | 30 km    | 22 mai 2011       | 5 h 08 min 31 s  |
| 27e  | Médaille d'or      | La Verticale du Mole                                     | 4 km     | 29 mai 2011       | 45 min 50 s      |
| 25e  | Médaille de bronze | Courchevel X-Trail                                       | 53 km    | 10 juillet 2011   | 8 h 53 min 33 s  |
| 16e  | Médaille d'or      | Le P'tit Tour des Fiz                                    | 30 km    | 31 juillet 2011   | 4 h 18 min 21 s  |
| 39e  | 4e                 | Trail des Aiguilles Rouges                               | 50 km    | 25 septembre 2011 | 8 h 19 min 55 s  |
| 47e  | Médaille d'or      | KMV de Nantaux                                           | 2 km     | 2 octobre 2011    | 43 min 06 s      |
| 105e | 4e                 | Kilomètre vertical de Fully                              | 1,9 km   | 22 octobre 2011   | 40 min 09 s      |
| 14e  | Médaille d'or      | Ultra Tour du Mole                                       | 33 km    | 29 avril 2012     | 4 h 37 min 44 s  |
| 7e   | Médaille d'or      | La Verticale du Mole                                     | 4 km     | 20 mai 2012       | 41 min 53 s      |
| 6e   | Médaille d'or      | Trail du Gypaète                                         | 41 km    | 2 juin 2012       | 5 h 38 min 08 s  |
| 5e   | Médaille d'or      | AravisTrail                                              | 42 km    | 16 juin 2012      | 7 h 14 min 00 s  |
| 3e   | Médaille d'or      | Kilomètre Vertical de Manigod no 1                       | 3,25 km  | 27 juin 2012      | 43 min 17 s      |
| 4e   | Médaille d'or      | L'Incontournable                                         | 33 km    | 1er juillet 2012  | 4 h 10 min 04 s  |
| 14e  | Médaille d'or      | Kilomètre Vertical de Manigod no 2                       | 3,25 km  | 11 juillet 2012   | 39 min 51 s      |
| 8e   | Médaille d'or      | Altispeed                                                | 32 km    | 15 juillet 2012   | 4 h 08 min 11 s  |
| 6e   | Médaille d'or      | Kilomètre Vertical de Manigod no 3                       | 3,25 km  | 27 juillet 2012   | 41 min 13 s      |
| 11e  | Médaille d'or      | Le P'tit Tour des Fiz                                    | 30 km    | 29 juillet 2012   | 3 h 58 min 19 s  |
| 96e  | 5e                 | Courmayeur-Champex-Chamonix (CCC)                        | 86 km    | 31 août 2012      | 13 h 00 min 07 s |
| 24e  | Médaille d'argent  | KMV de Nantaux                                           | 2 km     | 16 septembre 2012 | 39 min 40 s      |
| 3e   | Médaille d'or      | La Môlinette                                             | 4,5 km   | 6 octobre 2012    | 31 min 07 s      |
| 41e  | Médaille d'or      | Kilomètre vertical de Fully                              | 1,9 km   | 20 octobre 2012   | 36 min 48 s      |
| 17e  | Médaille d'or      | La Foulée Blanche des Brasses                            | 12 km    | 16 février 2013   | 55 min 16 s      |
| 24e  | Médaille d'or      | Trail du Ventoux                                         | 46 km    | 24 mars 2013      | 4 h 34 min 04 s  |
| 16e  | Médaille d'or      | Trail des Crêtes                                         | 35 km    | 19 mai 2013       | 4 h 07 min 14 s  |
| 22e  | Médaille d'or      | La Grimpée du Ruisseau                                   | 15 km    | 26 mai 2013       | 1 h 24 min 52 s  |
| 8e   | Médaille d'or      | La Verticale du Mole                                     | 4 km     | 9 juin 2013       | 41 min 19 s      |
| 27e  | Médaille d'argent  | Trail de Faverges Icebreaker                             | 44 km    | 15 juin 2013      | 4 h 47 min 44 s  |
| 23e  | Médaille d'or      | Km Vertical du Mont-Blanc                                | 2 km     | 28 juin 2013      | 43 min 03 s      |
| 20e  | Médaille d'argent  | Ice Trail Tarentaise                                     | 65 km    | 14 juillet 2013   | 10 h 08 min 58 s |
| 10e  | Médaille d'or      | Le P'tit Tour des Fiz                                    | 30 km    | 28 juillet 2013   | 4 h 05 min 16 s  |
| 10e  | Médaille d'or      | Verticale du Grand Serre                                 | 1,8 km   | 14 septembre 2013 | 38 min 45 s      |
| 10e  | Médaille d'or      | KMV de Nantaux                                           | 2 km     | 22 septembre 2013 | 37 min 57 s      |
| 21e  | Médaille d'or      | Kilomètre vertical de Fully                              | 1,9 km   | 19 octobre 2013   | 37 min 17 s      |
| 22e  | Médaille d'or      | Lyon Urban Trail - 23 km                                 | 23 km    | 13 avril 2014     | 1 h 52 min 51 s  |
| 29e  | Médaille d'or      | La Grimpée du Semnoz                                     | 16 km    | 18 mai 2014       | 1 h 15 min 58 s  |
| 22e  | Médaille d'or      | Le Chemin des Sarrazins                                  | 5,2 km   | 15 juin 2014      | 40 min 01 s      |
| 6e   | Médaille d'or      | La Croz' et Raide                                        | 3,35 km  | 22 juin 2014      | 39 min 00 s      |
| 41e  | Médaille de bronze | Km Vertical du Mont-Blanc                                | 2 km     | 27 juin 2014      | 41 min 50 s      |
| 18e  | Médaille d'or      | Altispeed                                                | 32 km    | 14 juillet 2014   | 3 h 49 min 28 s  |
| 38e  | Médaille d'argent  | Dolomites Vertical Kilometer                             | 2,4 km   | 18 juillet 2014   | 38 min 34 s      |
| 9e   | Médaille d'or      | Kilomètre Vertical de Manigod no 2                       | 3,25 km  | 23 juillet 2014   | 40 min 10 s      |
| 24e  | Médaille d'or      | Cross des Crêtes                                         | 13 km    | 3 août 2014       | 1 h 05 min 42 s  |
| 80e  | 4e                 | Sierre-Zinal                                             | 31 km    | 10 août 2014      | 3 h 08 min 32 s  |
| 26e  | Médaille d'or      | Vertical Grèste de la Mughéra                            | 3,08 km  | 10 octobre 2014   | 44 min 51 s      |
| 25e  | Médaille d'or      | Kilomètre vertical de Fully                              | 1,9 km   | 25 octobre 2014   | 34 min 44 s      |
| 21e  | Médaille d'or      | La Course de la Colline                                  | 12 km    | 16 novembre 2014  | 47 min 17 s      |
| 28e  | Médaille d'or      | Ascension du Col de Vence                                | 12 km    | 3 mai 2015        | 51 min 44 s      |
| 24e  | Médaille d'or      | Dolomites Vertical Kilometer                             | 2,4 km   | 17 juillet 2015   | 38 min 21 s      |
| 12e  | Médaille d'or      | Vertical K2                                              | 7,6 km   | 2 août 2015       | 1 h 35 min 20 s  |
| 91e  | 11e                | Sierre-Zinal                                             | 31 km    | 9 août 2015       | 3 h 18 min 50 s  |
| 3e   | Médaille d'or      | Ultratour des 4 Massifs - Kilomètre Vertical             | 4 km     | 20 août 2015      | 39 min 29 s      |
| 19e  | Médaille d'argent  | Verticale du Grand Serre                                 | 1,8 km   | 5 septembre 2015  | 36 min 6 s       |
| 31e  | Médaille d'or      | Vertical Grèste de la Mughéra                            | 3,08 km  | 16 octobre 2015   | 50 min 48 s      |
| 13e  | Médaille d'or      | Marathon des Causses                                     | 38 km    | 24 octobre 2015   | 3 h 35 min 34 s  |
| 14e  | Médaille d'or      | Trail des Merveilles                                     | 26 km    | 6 mars 2016       | 2 h 50 min 06 s  |
| 28e  | Médaille d'or      | Trail du Ventoux                                         | 26 km    | 20 mars 2016      | 2 h 34 min 24 s  |
| 22e  | Médaille d'or      | Les Foulées de Gruffy                                    | 26 km    | 10 avril 2016     | 2 h 19 min 09 s  |
| 1re  | Médaille d'or      | Montée du Grand Ballon                                   | 9,0 km   | 12 juin 2016      | 49 min 32 s      |
| 18e  | Médaille d'or      | Neirivue-Moléson                                         | 10,6 km  | 20 juin 2016      | 1 h 11 min 46 s  |
| 20e  | Médaille d'or      | Verticale du Grand Serre                                 | 1,8 km   | 2 octobre 2016    | 35 min 51 s      |
| 29e  | Médaille d'or      | Vertical Grèste de la Mughéra                            | 3,08 km  | 14 octobre 2016   | 50 min 0 s       |
| 29e  | Médaille d'or      | Kilomètre vertical de Fully                              | 1,9 km   | 22 octobre 2016   | 35 min 57 s      |
| 5e   | Médaille d'or      | Course Saillon-Ovronnaz                                  | 9 km     | 22 avril 2017     | 51 min 11 s      |
| 8e   | Médaille d'or      | Les KM de Chando                                         | 7,7 km   | 23 septembre 2017 | 1 h 21 min 29 s  |
| 17e  | Médaille d'or      | Verticale du Grand Serre                                 | 1,8 km   | 1er octobre 2017  | 34 min 58 s      |
| 39e  | Médaille d'or      | Vertical Grèste de la Mughéra                            | 3,7 km   | 13 octobre 2017   | 45 min 52 s      |
| 26e  | Médaille d'or      | Kilomètre vertical de Fully                              | 1,9 km   | 21 octobre 2017   | 35 min 10 s      |
|      | Médaille d'or      | Trentapassi Vertical Race                                | 3,4 km   | 6 mai 2018        | 48 min 19 s      |
|      | Médaille d'or      | Transvulcania Vertical Kilometer                         | 7,6 km   | 10 mai 2018       | 56 min 52 s      |
| 14e  | Médaille d'or      | Zegama-Aizkorri Vertical Kilometer                       | 4,2 km   | 25 mai 2018       | 37 min 36 s      |
| 28e  | Médaille d'or      | Neirivue-Moléson                                         | 11,2 km  | 18 juin 2018      | 1 h 14 min 21 s  |
|      | Médaille d'argent  | Kilomètre Vertical Face de Bellevarde                    | 3 km     | 6 juillet 2018    | 39 min 02 s      |
| 7e   | Médaille d'or      | Les KM de Chando                                         | 7,7 km   | 22 septembre 2018 | 1 h 21 min 40 s  |
| 18e  | Médaille d'argent  | Verticale du Grand Serre                                 | 1,8 km   | 30 septembre 2018 | 34 min 56 s      |
|      | Médaille d'or      | La Môlinette                                             | 4,5 km   | 6 octobre 2018    | 29 min 38 s      |
| 19e  | Médaille d'or      | Kilomètre vertical de Fully                              | 1,9 km   | 20 octobre 2018   | 35 min 38 s      |
| 11e  | Médaille d'or      | Km Vertical du Mont-Blanc                                | 2 km     | 28 juin 2019      | 39 min 50 s      |
| 3e   | Médaille de bronze | Championnats d'Europe de course en montagne              | 10,1 km  | 7 juillet 2019    | 1 h 02 min 48 s  |
| 25e  | Médaille d'or      | Championnats d'Europe de skyrunning - Kilomètre vertical | 3,4 km   | 5 septembre 2019  | 43 min 16 s      |
| 6e   | Médaille d'or      | Kilomètre vertical de Fully                              | 1,9 km   | 19 octobre 2019   | 34 min 49 s      |
| 6e   | 6e                 | Championnats du monde de course en montagne              | 14,7 km  | 15 novembre 2019  | 1 h 18 min 16 s  |
| 5e   | Médaille d'or      | Les KM de Chando                                         | 7,7 km   | 19 septembre 2020 | 1 h 21 min 20 s  |
| 11e  | Médaille d'or      | Championnats de France de kilomètre vertical             | 3 km     | 11 juillet 2021   | 39 min 48 s      |
| 38e  | Médaille d'argent  | Montée du Nid d'Aigle                                    | 19,5 km  | 17 juillet 2021   | 2 h 6 min 27 s   |
| 6e   | Médaille d'or      | Montée du Grand Ballon                                   | 14,2 km  | 29 août 2021      | 1 h 15 min 33 s  |
| 15e  | Médaille d'or      | Verticale du Grand Serre                                 | 1,8 km   | 3 octobre 2021    | 36 min 8 s       |
| 3e   | Médaille de bronze | Championnats d'Europe de course en montagne - Montée     | 8,85 km  | 1er juillet 2022  | 52 min 32 s      |
| 4e   | Médaille d'or      | Kilomètre vertical de Manigod                            | 2,92 km  | 27 juillet 2022   | 39 min 30 s      |
| 11e  | Médaille d'or      | Championnats de France de kilomètre vertical             | 2,5 km   | 13 août 2022      | 38 min 9 s       |
| 13e  | Médaille d'argent  | Championnats du monde de skyrunning - Kilomètre vertical | 3,75 km  | 9 septembre 2022  | 40 min 50 s      |
| 6e   | Médaille d'or      | Verticale du Grand Serre                                 | 1,8 km   | 2 octobre 2022    | 34 min 55 s      |
| 8e   | Médaille d'or      | Kilomètre vertical de Fully                              | 1,92 km  | 22 octobre 2022   | 34 min 14 s      |
| 8e   | 8e                 | Championnats du monde de course en montagne - Montée     | 8,5 km   | 4 novembre 2022   | 58 min 49 s      |
| 6e   | 6e                 | Championnats du monde de course en montagne - Montée     | 7,1 km   | 7 juin 2023       | 50 min 4 s       |
| 17e  | Médaille d'or      | Neirivue-Moléson                                         | 10,6 km  | 18 juin 2023      | 1 h 9 min 12 s   |
| 9e   | Médaille d'or      | Kilomètre vertical du Mont-Blanc                         | 3,8 km   | 23 juin 2023      | 42 min 0 s       |
| 16e  | Médaille d'or      | Championnats de France de course verticale               | 4,0 km   | 5 août 2023       | 43 min 16 s      |
| 4e   | Médaille d'or      | Les KM de Chando                                         | 7,7 km   | 16 septembre 2023 | 1 h 22 min 43 s  |
| 14e  | Médaille d'or      | Verticale du Grand Serre                                 | 1,8 km   | 1er octobre 2023  | 35 min 0 s       |
| 7e   | Médaille d'or      | Kilomètre vertical de Fully                              | 1,92 km  | 21 octobre 2023   | 34 min 12 s      |
| 44e  | Médaille d'argent  | Vertical-Race du Lac d'Annecy                            | 7,6 km   | 21 avril 2024     | 51 min 6 s       |
| 4e   | 4e                 | Championnats d'Europe de course en montagne - Montée     | 7,6 km   | 31 mai 2024       | 53 min 32 s      |
| 37e  | Médaille d'argent  | Neirivue-Moléson                                         | 10,6 km  | 16 juin 2024      | 1 h 11 min 17 s  |
| 17e  | Médaille d'or      | Kilomètre vertical du Mont-Blanc                         | 3,8 km   | 28 juin 2024      | 43 min 22 s      |
| 5e   | Médaille d'or      | Course verticale de Val d'Isère                          | 3,3 km   | 5 juillet 2024    | 39 min 51 s      |
| 11e  | Médaille d'or      | Kilomètre vertical de Fully                              | 1,92 km  | 19 octobre 2024   | 33 min 43 s      |
| 30e  | Médaille d'argent  | Neirivue-Moléson                                         | 10,6 km  | 15 juin 2025      | 1 h 10 min 3 s   |
| 16e  | Médaille d'or      | Kilomètre vertical du Mont-Blanc                         | 3,8 km   | 27 juin 2025      | 42 min 31 s      |
| 14e  | Médaille d'or      | Championnats de France de course verticale               | 3,41 km  | 5 juillet 2025    | 38 min 43 s      |
| 36e  | Médaille d'or      | Vauban Mountain Trail KV                                 | 5,9 km   | 19 juillet 2025   | 48 min 40 s      |